# Leendert Walig
Leendert Walig, pseudoniem van Leendert Dirk Hoornweg (Zaandijk, 18 juli 1952 - Amsterdam, 29 maart 1989) was een Nederlands acteur.
Hij studeerde aanvankelijk rechten en volgde daarna een opleiding moderne dans bij Erica Roorda. In 1981 deed hij eindexamen aan de Toneelacademie in Maastricht - hij had daarvoor al lessen gekregen van Fien Berghegge en Elise Hoomans - en op 23 oktober 1981 debuteerde hij bij het RO Theater in de voorstelling Kätchen uit Heilbronn van Heinrich von Kleist.
Vanaf het seizoen 1982/1983 speelde hij in twee musicals van Jos Brink en Frank Sanders, namelijk Evenaar en Amerika Amerika.
Leendert Walig, die tot 1983 onder zijn eigen naam Leendert Hoornweg werkte, overleed op 36-jarige leeftijd.